# Estrella de Wolf-Rayet

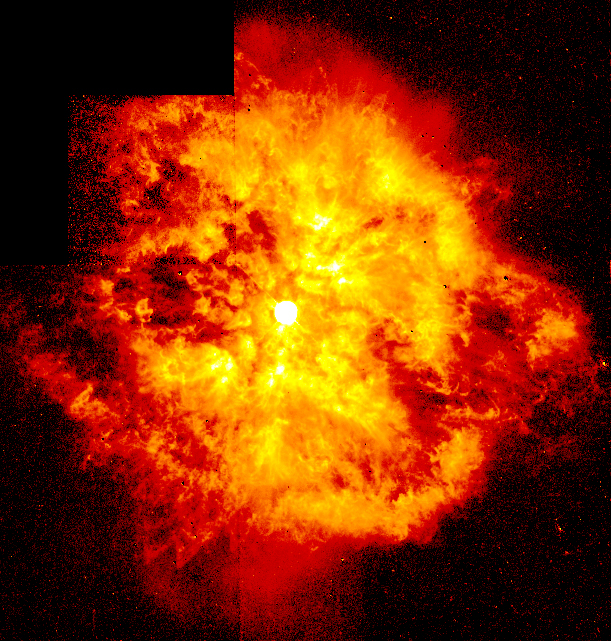
Estrella de Wolf-Rayet WR124 (imatge del telescopi espacial Hubble)

Les estrelles de Wolf-Rayet (abreujades sovint com a WR) són estrelles massives, calentes i en una fase d'evolució gairebé al final del seu cicle. Mostren una intensa pèrdua de material associada a forts vents estel·lars.
Aquest tipus d'estrelles té temperatures superficials de més de 25.000 - 50.000 K; són molt blaves, amb el seu màxim d'emissió situat en l'ultraviolat. Els seus espectres mostren bandes d'emissió brillants, corresponents a hidrogen o heli ionitzats. La superfície estel·lar també presenta línies d'emissió amples de carboni, nitrogen i oxigen. Constituïxen el tipus espectral W. Les galàxies de Wolf-Rayet són galàxies amb un elevat nombre d'estrelles de tipus WR.

## Característiques i classificació
Aquest tipus d'estrelles tenen temperatures superficials d'entre 35.000 i 50.000 K (en alguns casos fins i tot més), elevades lluminositats, i són molt blaves, amb el seu pic d'emissió situat a l'ultraviolada. Els seus espectres mostren bandes d'emissió brillants corresponents a hidrogen o heli ionitzat que es presenten com a halos brillants —els quals són relativament escassos—. La superfície estel·lar també presenta línies d'emissió amples de carboni, nitrogen i oxigen. Constitueixen el tipus espectral W, el qual es divideix al seu torn en tres tipus: WN (si abunda el nitrogen, que s'explica per la presència en la superfície estel·lar d'elements que han intervingut en el cicle CNO), i WC i WO (si abunda el carboni i si abunda l'oxigen amb més; presència a la fotosfera de productes del procés triple alfa). Les estrelles Wolf-Rayet més brillants són del primer tipus.
Sovint solen formar part de sistemes binaris en els quals l'altra estrella sol ser també una estrella massiva de tipus espectral O i B, o bé, en uns pocs casos, un objecte col·lapsat com una estrella de neutrons o un forat negre.
L'estrella més brillant d'aquest tipus és Gamma-2 Velorum, de magnitud aparent 1,9 i situada a la constel·lació de Vela.
Les galàxies de Wolf-Rayet són galàxies amb un elevat nombre d'estrelles de tipus WR, com per exemple NGC 4214.

## Descobriment

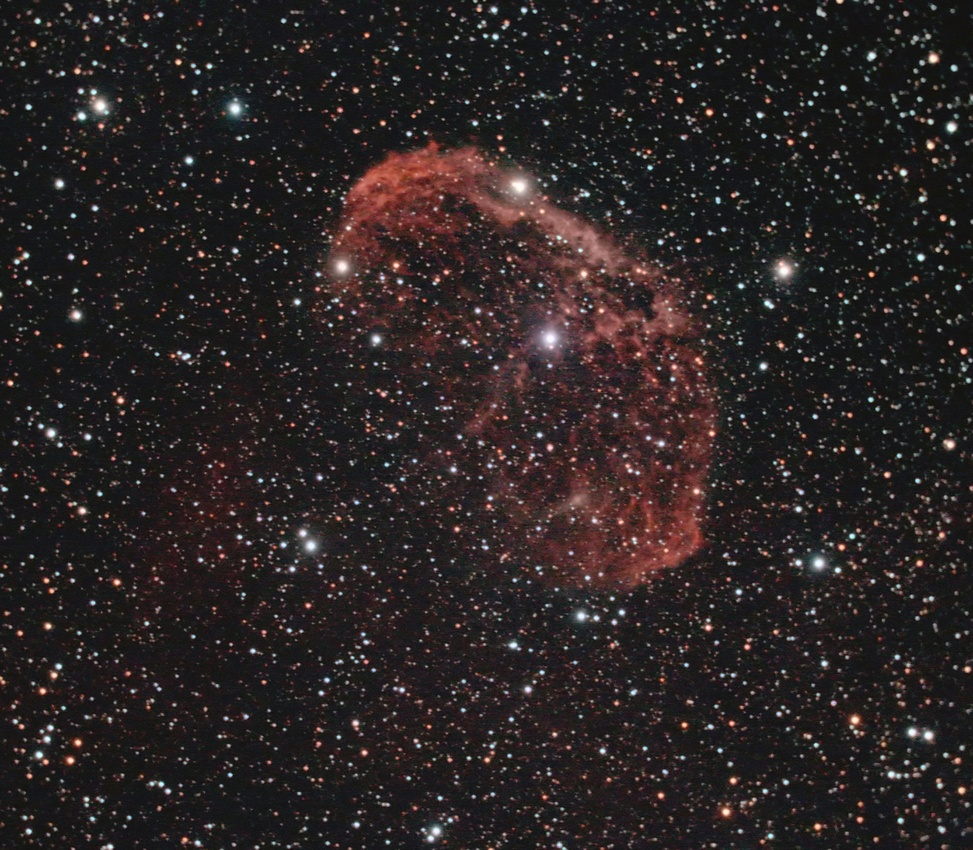
WR 136, una estrella WN6 en què l'atmosfera despresa durant la fase de supergegant vermella ha estat sacsejada pels vents calents i ràpids de la WR per formar una nebulosa de bombolles visible.

Aquest tipus d'estrelles van ser descobertes pels astrònoms francesos Charles Wolf i Georges Rayet, que van identificar en la constel·lació del Cigne tres estrelles peculiars amb bandes d'emissió brillants i colors grocs. Les estrelles WR s'identifiquen amb les inicials WR i un nombre (per exemple, WR134). El proceso ha sido el siguiente:
En 1867, utilitzant el telescopi de Foucault de 40 cm de l'Observatori de París, els astrònoms Charles Wolf i Georges Rayet van descobrir tres estrelles a la constel·lació Cygnus (HD 191765, HD 192103 i HD 192641, ara designades com a WR 134, WR 135 i WR 137 respectivament) que mostraven bandes d'emissió amples en un espectre d'altra banda continu.
La majoria dels estels només mostren línia d'absorció o bandes en els seus espectres, com a resultat d'elements superposats que absorbeixen l'energia de la llum en freqüències específiques, per la qual cosa aquests eren clarament objectes inusuals.
La naturalesa de les bandes d'emissió a l'espectre d'una estrella Wolf-Rayet va ser un misteri durant diverses dècades. I. C. Pickering va teoritzar que les línies eren causades per un estat inusual de l'hidrogen, i es va descobrir que aquesta «sèrie Pickering» de línies seguia un patró similar a la sèrie Balmer, quan se substituïen per nombres quàntics semi-enters. Més tard es va demostrar que aquestes línies eren el resultat de la presència d'heli, element químic que acabava de ser descobert el 1868.
Pickering va observar similituds entre els espectres de Wolf-Rayet i els espectres nebulars, i aquesta similitud va portar a la conclusió que algunes, o totes les estrelles Wolf-Rayet, eren les estrelles centrals de les nebuloses planetàries.
Cap a 1929, l'amplada de les bandes d'emissió s'atribuïa a l'eixamplament Doppler, i per tant que el gas que envoltava aquestes estrelles havia de moure's amb velocitats de 300-2400 km/s al llarg de la línia de visió. La conclusió va ser que un estel Wolf-Rayet expulsa contínuament gas a l'espai, produint un embolcall de gas nebulós en expansió. La força que expulsa el gas a les altes velocitats observades és la pressió de radiació.
Era ben sabut que moltes estrelles amb espectres de tipus Wolf-Rayet eren les estrelles centrals de nebuloses planetàries, però també que moltes no estaven associades a una nebulosa planetària òbvia, ni a cap nebulositat visible en absolut.
A més de l'heli, Carlyle Smith Beals va identificar línies d'emissió de carboni, oxigen i nitrogen en els espectres de les estrelles Wolf-Rayet.
En 1938, la Unió Astronòmica Internacional va classificar els espectres de les estrelles Wolf-Rayet en els tipus WN i WC, depenent de si l'espectre estava dominat per línies de nitrogen o de carboni-oxigen, respectivament.
El 1969, diverses CSPNe amb fortes línies d'emissió d'O VI es van agrupar sota una nova «seqüència O VI», o simplement de tipus OVI. Posteriorment, es van anomenar estrelles [WO]. Poc després es van descriure estrelles similars no associades a nebuloses planetàries i la classificació WO es va adoptar finalment també per a les estrelles WR de població I.
La comprensió que certes estrelles WN tardanes, i de vegades no tan tardanes, amb línies d'hidrogen als seus espectres, es troben en una etapa d'evolució diferent de les estrelles WR lliures d'hidrogen, ha portat a la introducció del terme WNh per distingir. Anteriorment, s'anomenaven estrelles WNL, encara que hi ha estrelles WN de tipus tardà sense hidrogen, així com estrelles WR amb hidrogen tan primerenques com la WN5.

## Causes del comportament
El 1929, es va determinar que l'amplària de les línies d'emissió és causada per un intens efecte Doppler produït en els forts vents d'ejecció. En els anys 1970, es va suggerir que les estrelles WR podien haver perdut els seus embolcalls lleugers d'hidrogen, deixant al descobert els nuclis rics en heli. En l'actualitat, es pensa que aquest procés comença quan l'estrella ha generat prou elements pesants (carboni i oxigen) en el seu nucli; aquests elements arriben a la superfície estel·lar i en aquest moment disminuïx l'habilitat de l'estrella per a radiar l'energia produïda en el seu interior. Com a conseqüència, es desencadena un fort vent estel·lar. Les taxes de pèrdua de material pel fort vent estel·lar poden ser tan elevades com 10-5 o 10-6 masses solars per any. Nombroses estrelles WR es troben en el centre de nebuloses planetàries, formades presumiblement a partir del material ejectat. Es considera igualment que les estrelles de Wolf-Rayet podrien ser precursors de supernoves. Aquestes estrelles són molt poc freqüents i no s'han detectat més de 200 estrelles WR a la Via Làctia.

## Evolució
Les estrelles Wolf-Rayet procedeixen de les estrelles més massives i brillants de totes les estrelles de tipus espectral O, en alguns casos després de passar a través de la fase de variable lluminosa blava. Aquestes estrelles tenen vents estel·lars tan potents que comporten una ràpida pèrdua de massa, fins que es produeix el fenomen anterior i que accelera encara més la pèrdua de massa, de manera que al final de la vida d'una estrella amb massa inicial d'unes 100 masses solars només puguin quedar unes 8 masses solars.
La massa mínima que pot tenir una estrella per convertir-se en una Wolf-Rayet varia segons els diversos models d'evolució estel·lar utilitzats, però un article recent estableix, per al cas d'estrelles sense rotació, unes 37 masses solars, i per a les quals roten, 22 masses solars.
Un estel Wolf-Rayet comença sent de tipus espectral WN tardà (WN9). Aquestes estrelles són força semblants en lluminositat i temperatura a les seves progenitores. En anar perdent massa, l'estrella es va empetitint i, encara que la seva temperatura vagi augmentant en mostrar capes internes més calentes —en les quals es troben materials processats per les reaccions nuclears que es produeixen a l'interior i que donen lloc al seu espectre— mentre es va desplaçant a tipus espectrals més primerencs (WN8, WN7, WN6, WN5...), aquest augment de temperatura no és suficient per compensar la disminució de mida, manera que la lluminositat de l'estrella disminueix (a diferència del que passa en estrelles poc massives com el Sol, que als seus estadis finals d'evolució són més brillants que als inicials). Arriba un moment en què l'estrella es converteix en una Wolf-Rayet rica en carboni (WC) o en oxigen (WO), que acaba per esclatar com a supernova o com un esclat de raigs gamma.
Com que el temps de vida de les estrelles, fins i tot les més massives i de vida molt curta, és molt superior a la de la vida humana, l'estudi de la seva evolució és un tema de recerca molt actiu que requereix l'ús de models d'ordinador i abundants observacions, per la qual cosa hi ha nombrosos estudis tractant de desxifrar-la; algunes idees de l'evolució de les estrelles d'alta massa són les següents (sense incloure les hipergegants grogues, que es consideren procedents de les supergegants vermelles, així com que els efectes de la metal·licitat que poden canviar el descrit aquí):
Per a estrelles de més de ~60 masses solars:
- O → WN (rica en hidrogen) → WN (pobre en hidrogen) → WC tardana → WC primerenca → SN

Per a estrelles d'entre 40 i 60 masses solars:
- O → VLA → WN (rica en hidrogen) → WN (pobre en hidrogen) → WC primerenca → SN

Per a estrelles d'entre 25 i 40 masses solars:
- O → SGA → SGR → SGA → WN (pobre en hidrogen) → WC primerenca → SN

Per a estrelles de menys de 25 masses solars:
- O → SGA → SGR → SGA → SGR → SN

Ó bien:
- O → SGA → SGR → SGAm → SN

Altres escenaris evolutius suggerits posteriorment són:
Per a estrelles de més de ~75 masses solars:
- O → WN (rica en hidrogen) → VLA → WN (pobre en hidrogen) → WC → SN Ic

Per a estrelles d'entre 40 i 75 masses solars:
- O → VLA → WN (pobre en hidrogen) → WC → SN Ic

Per a estrelles d'entre 25 i 40 masses solars:
- O → VLA → WN (pobre en hidrogen) → SN Ib

O bé:
- O → SGR → WN (pobre en hidrogen) → SN Ib

L'escenari proposat més recentment (el 2012) és:
Per a estrelles d'entre 8 i 15 masses solars:
- OB → SGR → SNIIp

Per a estrelles d'entre 15 i 20 masses solars:
- OB → SGR → SGA → SNIIl

Per a estrelles d'entre 20 i 45 masses solars:
- O → SGR → WN (pobre en hidrogen) → WC →SNIb/c

Per a estrelles entre 45 i 60 masses solars:
- O → WNL (rica en hidrogen) → VLA/WN (pobre en hidrogen)?→ WO → SNIb/c

Per a estrelles de més de 60 masses solars:
- O → Of/WN (rica en hidrogen) ↔VLA [→ WN (rica en hidrogen)] →SNIIn

## Nebuloses

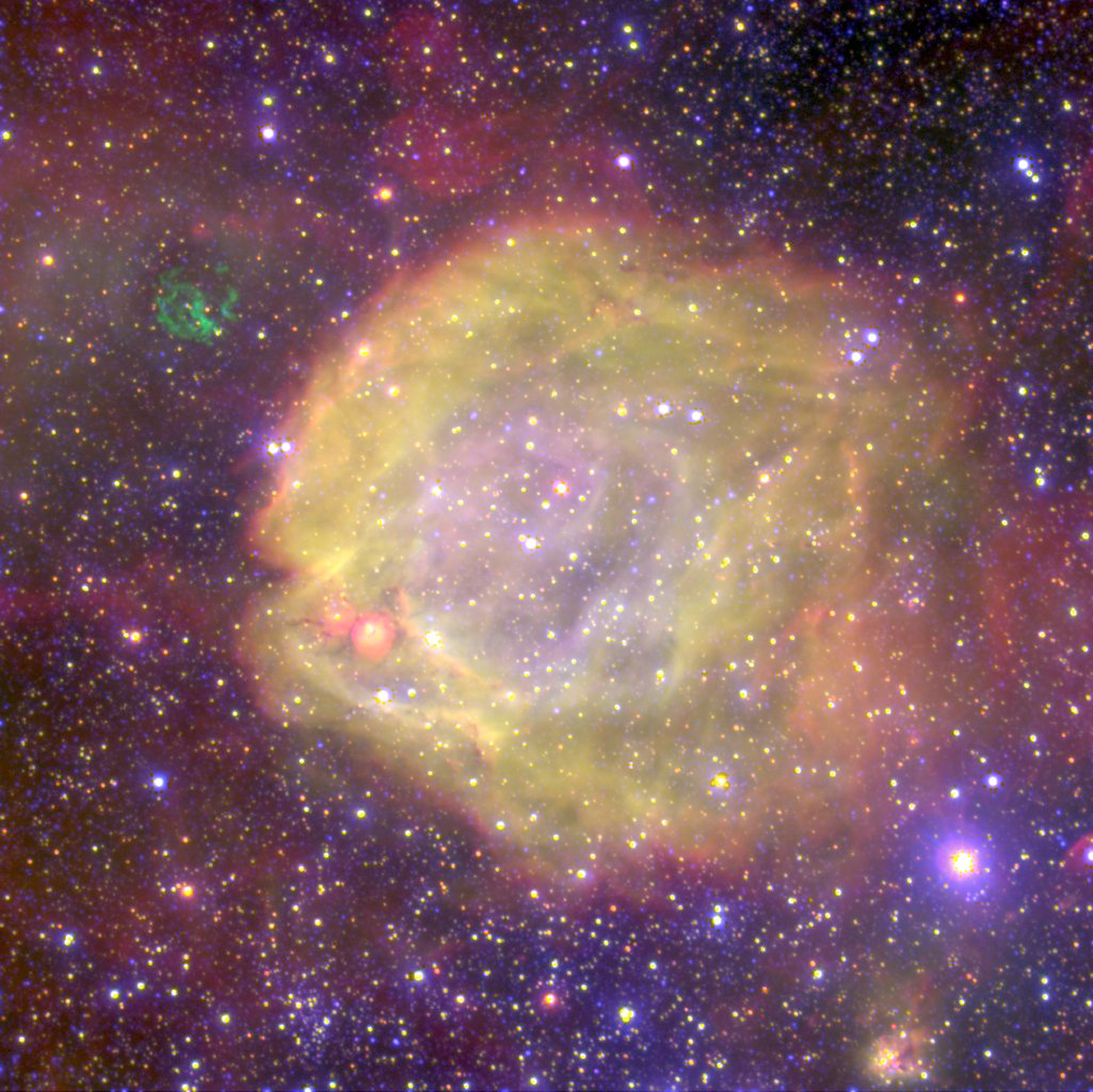
AB7 produeix una de les nebuloses de més excitació dels Núvols de Magallanes.

Una proporció significativa d'estrelles WR estan envoltades de nebulositat associada directament amb l'estrella, no només la nebulositat de fons normal associada amb qualsevol regió de formació d'estrelles massives, i no una nebulosa planetària formada per una estrella post-AGB. La nebulositat presenta una varietat de formes i la classificació ha estat difícil. Moltes van ser catalogades originalment com a nebuloses planetàries i, de vegades, només un estudi acurat en múltiples longituds d'ona pot distingir una nebulosa planetària al voltant d'una estrella post-AGB de baixa massa d'una nebulosa de forma similar al voltant d'una estrella més massiva amb nucli d'heli.